# Baba Moustapha
Mahamat Baba Moustapha est né vers 1952 à Bogo au Tchad, dans la zone frontalière du Cameroun. Après avoir effectué ses études primaires et secondaires à N'Djaména, il entre à l'Institut national d'administration. Il est ensuite préfet adjoint de Chari-Baguirmi, puis reprend ses études. Il meurt accidentellement en 1982 à Paris en France.
Il est l'auteur du Maître des djinns, du Souffle de l'harmattan et de Makarie aux épines. L’Académie des sciences d’outre-mer lui décerne le prix Albert-Bernard en 2000.
Décédé à l'âge de 30 ans, il laisse en guise d'héritage plusieurs pièces de théâtre dont certaines dénoncent la dictature comme Commandant Chaka.